# Josip Drmić
Josip Drmić (Lachen, 8 de agosto de 1992) é um futebolista suíço que atua como atacante.

## Carreira
Drmić teve destaque no Nürnberg sendo artilheiro do time na Bundesliga com 17 gols. Também foi o terceiro maior goleador da competição, atrás de Mario Mandžukić e Robert Lewandowski.
Ele fez parte do elenco da Seleção Suíça de Futebol da Olimpíadas de 2012.